# Lake Almanor West
Lake Almanor West is een plaats (census-designated place) in de Amerikaanse staat Californië, en valt bestuurlijk gezien onder Plumas County. Lake Almanor West ligt aan de oevers van Lake Almanor, waarnaar de gemeenschap genoemd is.

## Demografie
Bij de volkstelling in 2000 werd het aantal inwoners vastgesteld op 329.

## Geografie
Volgens het United States Census Bureau beslaat de plaats een oppervlakte van
6,0 km², geheel bestaande uit land.

## Plaatsen in de nabije omgeving
De onderstaande figuur toont nabijgelegen plaatsen in een straal van 16 km rond Lake Almanor West.